# Брук (Индијана)
Брук (енгл. Brook) град је у америчкој савезној држави Индијана.

## Демографија
По попису из 2010. године број становника је 997, што је 65 (-6,1%) становника мање него 2000. године.
| Група             | 2000.       | 2010.       |
| Белци             | 961 (90,5%) | 878 (88,1%) |
| Афроамериканци    | 3 (0,3%)    | 1 (0,1%)    |
| Азијати           | 0 (0,0%)    | 2 (0,2%)    |
| Хиспаноамериканци | 92 (8,7%)   | 100 (10,0%) |
| Укупно            | 1.062       | 997         |